# Metalectra contracta
Metalectra contracta är en fjärilsart som beskrevs av Walker 1860. Metalectra contracta ingår i släktet Metalectra och familjen nattflyn. Inga underarter finns listade i Catalogue of Life.